# Пояна-Кодрулуй
Пояна-Кодрулуй (рум. Poiana Codrului) — село у повіті Сату-Маре в Румунії. Входить до складу комуни Кручишор.
Село розташоване на відстані 417 км на північний захід від Бухареста, 32 км на південний схід від Сату-Маре, 98 км на північ від Клуж-Напоки.

## Населення
За даними перепису населення 2002 року у селі проживали 1403 особи.
Національний склад населення села:
| Національність | Кількість осіб | Відсоток |
| -------------- | -------------- | -------- |
| румуни         | 1107           | 78,9%    |
| цигани         | 200            | 14,3%    |
| угорці         | 64             | 4,6%     |
| німці          | 31             | 2,2%     |

Рідною мовою назвали:
| Мова      | Кількість осіб | Відсоток |
| --------- | -------------- | -------- |
| румунська | 1313           | 93,6%    |
| угорська  | 63             | 4,5%     |
| німецька  | 26             | 1,9%     |